# Harold Bauer
Harold Bauer   (New Malden, 28 d'abril de 1873 - Miami, 12 de març de 1951) va ser un destacat pianista anglès que va començar la seva carrera musical com a violinista.

## Biografia
Harold Bauer va néixer a Kingston-upon-Thames; el seu pare era un violinista alemany i la seva mare era anglesa. Va començar a estudiar el violí sota la direcció del seu pare i Adolf Pollitzer. Va debutar com a violinista a Londres el 1883 i durant nou anys va viatjar per Anglaterra. No obstant això, el 1892 va anar a París i va estudiar el piano amb Ignacy Jan Paderewski durant un any, tot i que encara mantenia el seu interès pel violí. Una anècdota informa que Paderewski va dir de broma a Bauer que es concentrés en el piano perquè "Tens tan bella cabellera". El 1893, a París, ell i Achille Rivarde van estrenar, la Sonata de violí en si major de Frederick Delius.
Durant els anys 1893-94 va viatjar per tot Rússia acompanyant a la coneguda soprano Mademoiselle Nikita i fent recitals i concerts de piano, després del qual va tornar a París. Altres recitals a la capital francesa li van donar fama i gairebé immediatament va rebre compromisos a França, Alemanya i Espanya. Aquestes prestacions van millorar ràpidament la seva reputació i el seu camp d'operació es va estendre a través dels Països Baixos, Bèlgica, Suïssa, Anglaterra, Escandinàvia i els Estats Units.
El 1900, Harold Bauer va debutar als Estats Units amb l'Orquestra Simfònica de Boston, interpretant l'estrena nord-americana del Concert per a piano nº 1 en re menor, de Johannes Brahms. El 18 de desembre de 1908, va donar a conèixer la presentació mundial de la suite de piano de Claude Debussy, Children's Corner a París. Després es va establir als Estats Units i va ser fundador de l'Associació Beethoven.
Entre el 1915 i el 1929 va gravar més de 100 peces per als pianos de reproducció Duo-Art i Ampico, un dels pianistes més prolífics en aquest mitjà de la seva època.
Harold Bauer va ser també un influent professor i editor, dirigint el departament de piano a la coneguda "Manhattan School of Music". A partir del 1941, Bauer va impartir classes magistrals d'hivern a la Universitat de Miami i va exercir com a professor visitant a la Universitat de "Hartford Hartt School of Music" amb el mestre i fundador - Moshe Paranov i cap del departament de piano - Raymond Hanson, des del 1946 fins al mort el 1951.
Va publicar Harold Bauer, El seu llibre (Nova York, 1948).

## Família
La germana de Harold, Ethel Bauer, també va ser una pianista de concerts activa a Londres. Harold es va casar dues vegades. Havia estat casat amb Marie Knapp (1873–1940) fins a la seva mort. Entre els anys 1940 i 1943 es va casar de nou amb la pianista de concert, col·lega i l'ex-estudiant Wynne Pyle. No va tenir fills per cap dels dos matrimonis.

## Estudiants
Entre els estudiants d'Harold Bauer destaquen Abbey Simon, Dora Zaslavsky, i Robert Schrade (1924-2015), concertista de gira (amb actuacions aclamades per la crítica al Carnegie Hall, Town Hall, Lincoln Center, Grècia, Itàlia, Alemanya, Països Baixos, etc.), cofundador de Sevenars Concerts a Massachusetts amb la dona Rolande Maxwell Young (que també va estudiar amb Bauer), i professor a diverses escoles, inclosa la Manhattan School of Music (i la divisió de preparació de MSM). Robert Schrade va ser elogiat pels principals crítics, com Virgil Thomson i Harold Schonberg, i els enregistraments remasteritzats han estat molt elogiats per American Record Guide i altres.
Harold Bauer va ensenyar a molts altres pianistes destacats en la seva època, inclosa la compositora Viola Cole-Audet, John Elvin, que era professor de piano a l'Oberlin College d'Ohio i Consuelo Elsa Clark, professora de piano al New York College of Music de 1918 a 1968 i professora del compositor Michael Jeffrey Shapiro.

## Enregistrraments
- A Review of the Complete Acoustic Solo Recordings of Harold Bauer
- Harold Bauer plays Bach - Chromatic Fantasy and Fugue in Dm - Phillips/Duo-Art Rolls 7316/7317, issued Apr-1929